# A Nazionale 1963-1964
La A Nazionale 1963-1964 è stata la 24ª edizione del massimo campionato greco di pallacanestro maschile. La vittoria finale è stata ad appannaggio dell'AEK Atene.

## Risultati

### Stagione regolare
|     | Squadra           | G  | V  | P  | PF   | PS   | Pt. | Qualificazione            |
| --- | ----------------- | -- | -- | -- | ---- | ---- | --- | ------------------------- |
| 1.  | AEK Atene         | 18 | 13 | 5  | 1316 | 1228 | 31  |                           |
| 2.  | Īraklīs Salonicco | 18 | 13 | 5  | 1357 | 1250 | 31  |                           |
| 3.  | Panathīnaïkos     | 18 | 12 | 6  | 1377 | 1317 | 30  |                           |
| 4.  | Sporting Atene    | 18 | 11 | 7  | 1369 | 1307 | 29  |                           |
| 5.  | Aris Salonicco    | 18 | 11 | 7  | 1310 | 1278 | 29  |                           |
| 6.  | Panellīnios       | 18 | 9  | 9  | 1232 | 1238 | 27  |                           |
| 7.  | Tríton            | 18 | 6  | 12 | 1115 | 1165 | 24  |                           |
| 8.  | Olympiakos        | 18 | 5  | 13 | 1161 | 1297 | 23  |                           |
| 9.  | Anatolia College  | 18 | 5  | 13 | 1152 | 1222 | 23  | retrocesse in B Nazionale |
| 10. | XAN Salonicco     | 18 | 5  | 13 | 1324 | 1411 | 23  | retrocesse in B Nazionale |

| A Nazionale 1963-1964 |
| --------------------- |
| AEK Atene 3º titolo   |

## Formazione vincitrice
| N° | Naz.              | Ruolo | Sportivo              |  | Alt. |  |
| -- | ----------------- | ----- | --------------------- |  | ---- |  |
|    | Grecia (bandiera) | G     | Giōrgos Amerikanos    |  |      |  |
|    | Grecia (bandiera) |       | Stelios Vasileiadis   |  |      |  |
|    | Grecia (bandiera) |       | Aias Larentzakīs      |  |      |  |
|    | Grecia (bandiera) |       | Dermanoutsos          |  |      |  |
|    | Grecia (bandiera) |       | Lakīs Tsavas          |  |      |  |
|    | Grecia (bandiera) |       | Georgios Moschos      |  |      |  |
|    | Grecia (bandiera) |       | Vaggelīs Nikītopoulos |  |      |  |
|    | Grecia (bandiera) |       | Babanikolos           |  |      |  |
|    | Grecia (bandiera) |       | Antōnīs Chrīsteas     |  |      |  |
|    | Grecia (bandiera) |       | Giōrgos Oikonomou     |  |      |  |
|    | Grecia (bandiera) |       | Attalas               |  |      |  |
|    | Grecia (bandiera) | P     | Chrīstos Zoupas       |  | 180  |  |
|    | Grecia (bandiera) | C     | Giōrgos Trontzos      |  | 217  |  |
|    | Grecia (bandiera) |       | Theodoropoulos        |  |      |  |
|    | Grecia (bandiera) | All.  | Missas Pantazopoulos  |  |      |  |